# Grand Prix automobile d'Azerbaïdjan 2024
GP précédent GP suivant
Le Grand Prix automobile d'Azerbaïdjan 2024 (2024 Formula 1 Azerbaijan Grand Prix), disputé le 15 septembre 2024 sur le circuit urbain de Bakou, est la 1118e épreuve du championnat du monde de Formule 1 courue depuis 1950. Il s'agit de la septième édition du Grand Prix d'Azerbaïdjan comptant pour le championnat du monde de Formule 1 et la dix-septième manche du championnat 2024.
Charles Leclerc est comme dans son jardin, le samedi, dans les rues de Bakou. Il y réalise sa quatrième pole position consécutive, en reléguant Oscar Piastri à plus de trois dixièmes de seconde lors de la dernière phase qualificative. Suivent Carlos Sainz et Sergio Pérez, qui se montre plus rapide que son coéquipier Max Verstappen pour la première fois en trente-trois courses. Sur la troisième ligne, George Russell devance Verstappen ; Lewis Hamilton et Fernando Alonso occupent la quatrième ligne tandis que le rookie argentin Franco Colapinto devance son coéquipier Alexander Albon sur la cinquième ligne.
Grâce à une attaque tranchante sur Leclerc au bout de la longue ligne droite des stands, au vingtième tour, puis à une défense agressive face au Monégasque, qui tente à plusieurs reprises de reprendre les commandes, Piastri remporte sa deuxième victoire de la saison et de sa carrière au terme des cinquante-et-un tour de course. Il devance Leclerc tandis que Russell hérite de la troisième place après un accrochage, dans l'avant-dernier tour, entre Sainz et Pérez qui bataillaient pour le podium. Lando Norris, remonté de la quinzième place sur la grille, termine quatrième et s'adjuge le point bonus du meilleur tour. Pour la première fois depuis la course inaugurale de la saison 2014, McLaren s'empare  la première place du classement des constructeurs.  
À l'extinction des feux, Leclerc réussit son départ et creuse l'écart sur Piastri ; ils sont suivis, jusqu'au bout de la course, par Sainz et Pérez. Quand l'Australien s'arrête au stand, au quatorzième tour, il accuse un retard de six secondes sur Leclerc qui l'imite, une boucle plus tard, et n'a plus qu'une seconde d'avance à la fin de son tour de sortie. Au vingtième tour, calé dans l'aspiration de la SF-24 dans la grande ligne droite, Piastri, aileron arrière mobile ouvert, part de loin, freine tard, plonge à l'intérieur du premier virage et en ressort en tête. Leclerc qui bénéficie ensuite à son tour du DRS pense pouvoir rapidement le dépasser, mais malgré plusieurs attaques dans le virage no 1, il ne trouve jamais l'ouverture, d'autant qu'il observe la MCL38 « voler dans les lignes droites ». En fin de course, ses pneus arrière étant fortement dégradés, Leclerc lâche prise et se concentre sur le sauvetage de sa position face à Pérez et Sainz. Dans l'avant-dernier tour, Leclerc en difficulté est attaqué par Pérez à l'extérieur au premier virage. Le Monégasque se jette à l'intérieur et conserve sa position tandis que le pilote Red Bull est dépassé par Sainz qui tente, dans la foulée, de doubler Leclerc dans le deuxième virage, sans succès. Dans le bout de ligne droite qui suit, Pérez est revenu sur Sainz qui se décale légèrement ; ils s'accrochent et percutent le mur dans un double abandon aux torts partagés selon la décision de la direction de course.
La course s'achève alors sous le régime de la voiture de sécurité virtuelle. Russell, qui a dépassé Verstappen au trente-quatrième tour, se retrouve sur la troisième marche du podium, devant Lando Norris qui, à deux tours de l'arrivée, dépasse le leader du championnat qui ne cesse de se plaindre de ses freins et d'un manque d'adhérence. Alonso termine sixième grâce à une course solide tandis que Colapinto, septième, fait mieux en une course que son prédécesseur Logan Sargeant en trente-six Grands Prix. Son coéquipier Albon prend la place suivante, permettant à Williams de dépasser Alpine au championnat. Hamilton, parti de la voie des stands, termine neuvième devant le novice Oliver Bearman qui devient le premier pilote de l'histoire à marquer des points pour deux écuries différentes lors de ses deux premiers Grands Prix.
Avec 313 points, Max Verstappen conserve la tête du championnat devant un trio de poursuivants constitué de Lando Norris (254 points), Charles Leclerc (235 points) et Oscar Piastri (222 points). Carlos Sainz (184 points), Lewis Hamilton (166 points), George Russell (143 points) et Sergio Pérez (143 points) évoluent un peu plus loin. Fernando Alonso (50 points) reste neuvième, suivi par Lance Stroll (24 points). Chez les constructeurs, McLaren (476 points) est désormais en tête du championnat avec 20 points d'avance sur Red Bull (456 points) qui ne possède que 31 unités de plus que Ferrari (425 points). Esseulée, Mercedes (309 points) occupe la quatrième place, loin devant devant Aston Martin (82 points), Racing Bulls (34 points) et Haas (28 points). Williams (16 points), dont les deux monoplaces ont marqué à Bakou, devance désormais Alpine (13 points) et Kick Sauber qui ne compte toujours aucun point après dix-sept courses.

## Contexte avant la course

### Bearman remplace Magnussen
Lors du Grand Prix d'Italie 2024, Kevin Magnussen, en touchant Pierre Gasly lors d'une tentative de dépassement, a écopé de deux points de pénalité et atteint un total de 12 points, synonyme de suspension d'un Grand Prix ; le Danois est le premier pilote suspendu depuis l'instauration de cette règle. Le 6 septembre, Haas F1 Team annonce que le Danois sera remplacé par Oliver Bearman à Bakou ; le jeune membre de la Ferrari Driver Academy ne disputera donc pas la manche de Formule 2 de Bakou, championnat où il occupe la quatorzième place. Pour pouvoir remplacer Magnussen, il a dû obtenir l'autorisation de Ferrari, pour qui il est réserviste alors que la Scuderia ne peut compter ni sur Antonio Giovinazzi, ni sur Robert Shwartzman, tous deux retenus en WEC à Fuji,. 
Arthur Leclerc, pilote de la  Ferrari Driver Academy chargé du développement dans le simulateur de Maranello et disposant d'une Super Licence de la FIA, occupera le poste de réserviste Ferrari lors de cette épreuve.

### Newey chez Aston Martin en 2025
En mai 2024, Red Bull annonçait le départ d'Adrian Newey au premier trimestre 2025. Peu avant l'épreuve de Bakou, Aston Martin F1 Team officialise son arrivée, en tant que Managing Technical Partner, pour cinq ans à compter du 1er mars 2025 ; il devient également actionnaire de l'écurie,.

## Pneus disponibles
| Pneus pour piste sèche | Pneus pour piste sèche | Pneus pour piste sèche | Pneus pluie    | Pneus pluie |
| ---------------------- | ---------------------- | ---------------------- | -------------- | ----------- |
| Durs (Type C3)         | Medium (Type C4)       | Tendres (Type C5)      | Intermédiaires | Pluie       |

## Essais libres

### Première séance d'essais libres, le vendredi de 11 h 30 à 12 h 30
| Pos. | Pilote           | Voiture             | Chrono         | Écart     |
| ---- | ---------------- | ------------------- | -------------- | --------- |
| 1    | Max Verstappen   | Red Bull-Honda RBPT | 1 min 45 s 546 |           |
| 2    | Lewis Hamilton   | Mercedes            | 1 min 45 s 859 | + 0 s 313 |
| 3    | Sergio Pérez     | Red Bull-Honda RBPT | 1 min 45 s 922 | + 0 s 376 |
| 4    | Lando Norris     | McLaren-Mercedes    | 1 min 46 s 027 | + 0 s 481 |
| 5    | Carlos Sainz Jr. | Ferrari             | 1 min 46 s 173 | + 0 s 627 |
| 6    | Oscar Piastri    | McLaren-Mercedes    | 1 min 46 s 282 | + 0 s 736 |

- La séance est interrompue à trois reprises au drapeau rouge, en premier lieu à cause de débris signalés dans le virage no 12, puis lorsque Leclerc, qui venait de signer le meilleur temps dans le premier secteur, sort de la piste dans le virage no 15 et enfin quand Franco Colapinto, qui découvre le tracé, heurte par l'arrière puis par l'avant le mur à la sortie du virage no 4 à moins de vingt minutes de la fin de la séance[10],[11].

### Deuxième séance d'essais libres, le vendredi de 15 h à 16 h
| Pos. | Pilote           | Voiture             | Chrono         | Écart     |
| ---- | ---------------- | ------------------- | -------------- | --------- |
| 1    | Charles Leclerc  | Ferrari             | 1 min 43 s 484 |           |
| 2    | Sergio Pérez     | Red Bull-Honda RBPT | 1 min 43 s 490 | + 0 s 006 |
| 3    | Lewis Hamilton   | Mercedes            | 1 min 43 s 550 | + 0 s 066 |
| 4    | Carlos Sainz Jr. | Ferrari             | 1 min 43 s 950 | + 0 s 466 |
| 5    | Oscar Piastri    | McLaren-Mercedes    | 1 min 43 s 983 | + 0 s 499 |
| 6    | Max Verstappen   | Red Bull-Honda RBPT | 1 min 44 s 029 | + 0 s 545 |

### Troisième séance d'essais libres, le samedi de 10 h 30 à 11 h 30
| Pos. | Pilote           | Voiture             | Chrono         | Écart     |
| ---- | ---------------- | ------------------- | -------------- | --------- |
| 1    | George Russell   | Mercedes            | 1 min 42 s 514 |           |
| 2    | Charles Leclerc  | Ferrari             | 1 min 42 s 527 | + 0 s 013 |
| 3    | Lando Norris     | McLaren-Mercedes    | 1 min 42 s 737 | + 0 s 223 |
| 4    | Oscar Piastri    | McLaren-Mercedes    | 1 min 42 s 749 | + 0 s 235 |
| 5    | Max Verstappen   | Red Bull-Honda RBPT | 1 min 42 s 862 | + 0 s 348 |
| 6    | Carlos Sainz Jr. | Ferrari             | 1 min 42 s 968 | + 0 s 454 |

- La séance est interrompue à deux reprises au drapeau rouge, en premier lieu lorsqu'Esteban Ocon tombe en panne en pleine piste entre les virages no 17 et 18 dès le début de la session puis quand Oliver Bearman, après avoir raté son freinage dans le virage no 1, a trop tergiversé pour prendre l'échappatoire et a percuté les barrières, abîmant son aileron et le demi-train avant gauche de sa Haas ; la séance reprend ensuite pour un peu plus de vingt minutes[14],[15].

## Séance de qualifications le samedi de 14 h à 15 h

### Résultats des qualifications
| Pos. | Pilote           | Écurie                  | Qualifications 1 | Qualifications 2 | Qualifications 3 |
| --- | ---------------- | ----------------------- | ---------------- | ---------------- | ---------------- |
| 1 | Charles Leclerc  | Ferrari                 | 1 min 42 s 775   | 1 min 42 s 056   | 1 min 41 s 365   |
| 2 | Oscar Piastri    | McLaren-Mercedes        | 1 min 43 s 033   | 1 min 42 s 598   | 1 min 41 s 686   |
| 3 | Carlos Sainz Jr. | Ferrari                 | 1 min 43 s 357   | 1 min 42 s 503   | 1 min 41 s 805   |
| 4 | Sergio Pérez     | Red Bull-Honda RBPT     | 1 min 43 s 213   | 1 min 42 s 263   | 1 min 41 s 813   |
| 5 | George Russell   | Mercedes                | 1 min 43 s 139   | 1 min 42 s 329   | 1 min 41 s 874   |
| 6 | Max Verstappen   | Red Bull-Honda RBPT     | 1 min 43 s 097   | 1 min 42 s 042   | 1 min 42 s 023   |
| 7 | Lewis Hamilton   | Mercedes                | 1 min 43 s 089   | 1 min 42 s 765   | 1 min 42 s 289   |
| 8 | Fernando Alonso  | Aston Martin-Mercedes   | 1 min 43 s 472   | 1 min 42 s 426   | 1 min 42 s 369   |
| 9 | Franco Colapinto | Williams-Mercedes       | 1 min 43 s 138   | 1 min 42 s 473   | 1 min 42 s 530   |
| 10 | Alexander Albon  | Williams-Mercedes       | 1 min 42 s 899   | 1 min 42 s 840   | 1 min 42 s 859   |
| 11 | Oliver Bearman   | Haas-Ferrari            | 1 min 43 s 471   | 1 min 42 s 968   |                  |
| 12 | Yuki Tsunoda     | Racing Bulls-Honda RBPT | 1 min 43 s 337   | 1 min 43 s 035   |                  |
| Dsq. | Pierre Gasly     | Alpine-Renault          | 1 min 43 s 088   | 1 min 43 s 179   |                  |
| 14 | Nico Hülkenberg  | Haas-Ferrari            | 1 min 43 s 101   | 1 min 43 s 191   |                  |
| 15 | Lance Stroll     | Aston Martin-Mercedes   | 1 min 43 s 370   | 1 min 43 s 404   |                  |
| 16 | Daniel Ricciardo | Racing Bulls-Honda RBPT | 1 min 43 s 547   |                  |                  |
| 17 | Lando Norris     | McLaren-Mercedes        | 1 min 43 s 609   |                  |                  |
| 18 | Valtteri Bottas  | Kick Sauber-Ferrari     | 1 min 43 s 618   |                  |                  |
| 19 | Zhou Guanyu      | Kick Sauber-Ferrari     | 1 min 44 s 246   |                  |                  |
| 20 | Esteban Ocon     | Alpine-Renault          | 1 min 44 s 504   |                  |                  |
| Temps minimal à réaliser pour la qualification : 1 min 49 s 969 (107 % du meilleur temps en Q1 : 1 min 42 s 775) |                  |                         |                  |                  |                  |

### Grille de départ
- Pierre Gasly, auteur du treizième temps, est disqualifié ; victime d'un mauvais réglage du moteur par son équipe, la télémétrie ayant révélé un dépassement du débit maximum de carburant contrevenant à l'article 5.2.3 du règlement technique, il s'élance depuis la dernière place sur la grille[17],[18] ;
- Lewis Hamilton, auteur du septième temps, est pénalisé d'un départ depuis la voie des stands après le montage d'un cinquième moteur thermique, d'un cinquième turbocompresseur, d'un cinquième MGU-H et d'un cinquième MGU-K, le tout hors-quota et, de plus,  durant la procédure de parc fermé[19],[20] ;
- Esteban Ocon, auteur du vingtième temps, est pénalisé d'un départ depuis la voie des stands après le montage de nouvelles pièces moteur hors-quota durant la procédure de parc fermé[21],[22] ;
- Guanyu Zhou, auteur du dix-neuvième temps, est pénalisé d'un départ depuis la dernière place sur la grille après qu'un pack batterie neuf et un boîtier de contrôle électronique neuf, hors-quota, ont été installés sur sa monoplace ; à la suite des pénalisations de Gasly, d'Hamilton et d'Ocon, il s'élance dix-septième[23] ;

## Course

### Classement de la course
| Pos. | no | Pilote           | Écurie                  | Tours | Temps/Abandon                      | Grille  | Points |
| ---- | -- | ---------------- | ----------------------- | ----- | ---------------------------------- | ------- | ------ |
| 1    | 81 | Oscar Piastri    | McLaren-Mercedes        | 51    | 1 h 32 min 58 s 007 (197,522 km/h) | 2       | 25     |
| 2    | 16 | Charles Leclerc  | Ferrari                 | 51    | + 10 s 910                         | 1       | 18     |
| 3    | 63 | George Russell   | Mercedes                | 51    | + 31 s 328                         | 5       | 15     |
| 4    | 4  | Lando Norris     | McLaren-Mercedes        | 51    | + 36 s 143                         | 15      | 12 + 1 |
| 5    | 1  | Max Verstappen   | Red Bull-Honda RBPT     | 51    | + 1 min 17 s 098                   | 6       | 10     |
| 6    | 14 | Fernando Alonso  | Aston Martin-Mercedes   | 51    | + 1 min 25 s 468                   | 7       | 8      |
| 7    | 23 | Alexander Albon  | Williams-Mercedes       | 51    | + 1 min 27 s 396                   | 9       | 6      |
| 8    | 43 | Franco Colapinto | Williams-Mercedes       | 51    | + 1 min 29 s 541                   | 8       | 4      |
| 9    | 44 | Lewis Hamilton   | Mercedes                | 51    | + 1 min 32 s401                    | Pitlane | 2      |
| 10   | 50 | Oliver Bearman   | Haas-Ferrari            | 51    | + 1 min 33 s 127                   | 10      | 1      |
| 11   | 27 | Nico Hülkenberg  | Haas-Ferrari            | 51    | + 1 min 33 s 465                   | 12      |        |
| 12   | 10 | Pierre Gasly     | Alpine-Renault          | 51    | +1 min 57 s 189                    | 18      |        |
| 13   | 3  | Daniel Ricciardo | Racing Bulls-Honda RBPT | 51    | + 2 min 26 s 907                   | 14      |        |
| 14   | 24 | Zhou Guanyu      | Kick Sauber-Ferrari     | 51    | + 2 min 28 s 841                   | 17      |        |
| 15   | 31 | Esteban Ocon     | Alpine-Renault          | 50    | + 1 tour                           | Pitlane |        |
| 16   | 77 | Valtteri Bottas  | Kick Sauber-Ferrari     | 50    | + 1 tour                           | 16      |        |
| 17   | 11 | Sergio Pérez     | Red Bull-Honda RBPT     | 49    | Accrochage avec Sainz              | 4       |        |
| 18   | 55 | Carlos Sainz Jr. | Ferrari                 | 49    | Accrochage avec Pérez              | 3       |        |
| 19   | 18 | Lance Stroll     | Aston Martin-Mercedes   | 45    | Freins                             | 13      |        |
| Abd. | 22 | Yuki Tsunoda     | Racing Bulls-Honda RBPT | 14    | Dégâts consécutifs à une collision | 11      |        |

### Pole position et record du tour
- Pole position :  Charles Leclerc (Ferrari) en 1 min 41 s 365 (213,198 km/h)[25].
- Meilleur tour en course :  Lando Norris (McLaren-Mercedes) en 1 min 45 s 255 (205,319 km/h), au quarante-deuxième tour ; quatrième de l'épreuve, il remporte le point bonus associé[26].

### Tours en tête
- Charles Leclerc (Ferrari) : 18 tours (1-16 / 18-19)[27] ;
- Carlos Sainz (Ferrari) : 1 tour (17) ;
- Oscar Piastri (McLaren-Mercedes) : 32 tours (20-51).

## Classements généraux à l'issue de la course
| Pos. | Pilote           | Écurie                  | Points |
| ---- | ---------------- | ----------------------- | ------ |
| 1    | Max Verstappen   | Red Bull-Honda RBPT     | 313    |
| 2    | Lando Norris     | McLaren-Mercedes        | 254    |
| 3    | Charles Leclerc  | Ferrari                 | 235    |
| 4    | Oscar Piastri    | McLaren-Mercedes        | 222    |
| 5    | Carlos Sainz Jr. | Ferrari                 | 184    |
| 6    | Lewis Hamilton   | Mercedes                | 166    |
| 7    | George Russell   | Mercedes                | 143    |
| 8    | Sergio Pérez     | Red Bull-Honda RBPT     | 143    |
| 9    | Fernando Alonso  | Aston Martin-Mercedes   | 58     |
| 10   | Lance Stroll     | Aston Martin-Mercedes   | 24     |
| 11   | Nico Hülkenberg  | Haas-Ferrari            | 22     |
| 12   | Yuki Tsunoda     | Racing Bulls-Honda RBPT | 22     |
| 13   | Alexander Albon  | Williams-Mercedes       | 12     |
| 14   | Daniel Ricciardo | Racing Bulls-Honda RBPT | 12     |
| 15   | Pierre Gasly     | Alpine-Renault          | 8      |
| 16   | Oliver Bearman   | Ferrari                 | 7      |
| 17   | Kevin Magnussen  | Haas-Ferrari            | 6      |
| 18   | Esteban Ocon     | Alpine-Renault          | 5      |
| 19   | Franco Colapinto | Williams-Mercedes       | 4      |

| Pos. | Écurie                  | Points |
| ---- | ----------------------- | ------ |
| 1    | McLaren-Mercedes        | 476    |
| 2    | Red Bull-Honda RBPT     | 456    |
| 3    | Ferrari                 | 425    |
| 4    | Mercedes                | 309    |
| 5    | Aston Martin-Mercedes   | 82     |
| 6    | Racing Bulls-Honda RBPT | 34     |
| 7    | Haas-Ferrari            | 29     |
| 8    | Williams-Mercedes       | 16     |
| 9    | Alpine-Renault          | 13     |

## Statistiques
Le Grand Prix d'Azerbaïdjan 2024 représente :
- la 26e pole position de Charles Leclerc, sa troisième de la saison et la quatrième consécutive à Bakou[29],[30] ;
- la 2e victoire d'Oscar Piastri[31] ;
- la 187e victoire de McLaren en tant que constructeur[32] ;
- la 219e victoire de Mercedes en tant que motoriste[33] ;
- les premiers points de Franco Colapinto pour son deuxième Grand Prix[34].

Au cours de ce Grand Prix :
- Oscar Piastri est élu « pilote du jour » à l'issue d'un vote organisé sur le site officiel de la Formule 1[35] ;
- Oliver Bearman devient le premier pilote à marquer des points pour deux équipes différentes lors de ses deux premiers Grands Prix ;
- Charles Leclerc passe la barre des 1 300 points inscrits en Formule 1 (1 309 points)[36] ;
- George Russell passe la barre des 600 points inscrits en Formule 1 (612 points)[37] ;
- Oscar Piastri passe la barre des 300 points inscrits en Formule 1 (319 points)[38] ;
- Johnny Herbert (161 Grands Prix entre 1989 et 2000, 3 victoires et 7 podiums ; vainqueur des 24 Heures du Mans 1991, vainqueur des 12 Heures de Sebring 2002, champion de Speedcar Series en 2008) est nommé conseiller par la FIA pour aider dans leurs jugements le groupe des commissaires de course[39].